# Lovitura de stat din Bolivia din 1964
Lovitura de stat din Bolivia din 1964 a fost o lovitură de stat sub conducerea vicepreședintelui René Barrientos⁠(d) și a comandantului șef al armatei boliviene Alfredo Ovando Candía⁠(d) împotriva președintelui Víctor Paz Estenssoro⁠(d), liderul Revoluției Naționale din Bolivia din 1952, care fusese recent reales pentru al treilea mandat.
Uneori este etichetată drept o contrarevoluție. Atât Barrientos, cât și Ovando au numit lovitura de stat o „Revoluție restaurativă”, pretinzând că este o continuare a Revoluției din 1952. Căderea MNR a dus la o perioadă de 18 ani de regimuri militare în Bolivia (1964-1982).

## Context
Între 1960 și 1964, Statele Unite au mărit ajutorul acordat Boliviei în cadrul Alianței pentru Progres cu 600%, oferind 205 milioane dolari în ajutor economic și 23 de milioane de dolari sub formă de împrumuturi diverse. Primii 35 de voluntari ai Peace Corps au sosit la începutul anului 1962. Creșterea prețurilor mondiale la staniu a contribuit, de asemenea, la stabilizarea economiei Boliviei, care fusese aproape de colaps în timpul primei președinții a lui Víctor Paz Estenssoro⁠(d). Între 1961 și 1965, PIB-ul bolivian a crescut în medie cu 5,7% anual.
Întrucât mandatele prezidențiale succesive erau permise de amendamentele constituționale din 1961, Paz Estenssoro a decis să candideze pentru al treilea mandat. Vicepreședintele de stânga Juan Lechin⁠(d) (1960–64), care dorea el însuși să candideze la președinție în 1964, a fost forțat să demisioneze din funcția de vicepreședinte și apoi a fost trimis ca ambasador în Italia de Estenssoro. Pe 5 decembrie 1963, susținătorii de stânga ai lui Lechin au demisionat din guvern. În acest moment, Lechin s-a despărțit de MNR și a format Partidul Revoluționar al Stângii Naționaliste.
Când Paz Estenssoro a încarcerat mai mulți activiști militanți sindicali, minerii din minele Catavi au răspuns prin luarea unui grup de ostatici, printre care patru cetățeni americani. Criza a fost rezolvată după medierea lui Lechin. Acest eveniment a marcat o ruptură a alianței dintre MNR-ul Paz Estenssoro și mineri, care începuse în 1942.
Armata boliviană, care a fost reconstruită și a crescut în dimensiune în ultimii ani, a oferit o bază de putere alternativă pentru Paz Estenssoro. După o oarecare ezitare, generalul forțelor aeriene René Barrientos⁠(d) a fost ales de Paz Estenssoro drept candidat pentru alegerile din mai 1964, iar armata a devenit mai implicată în politică.

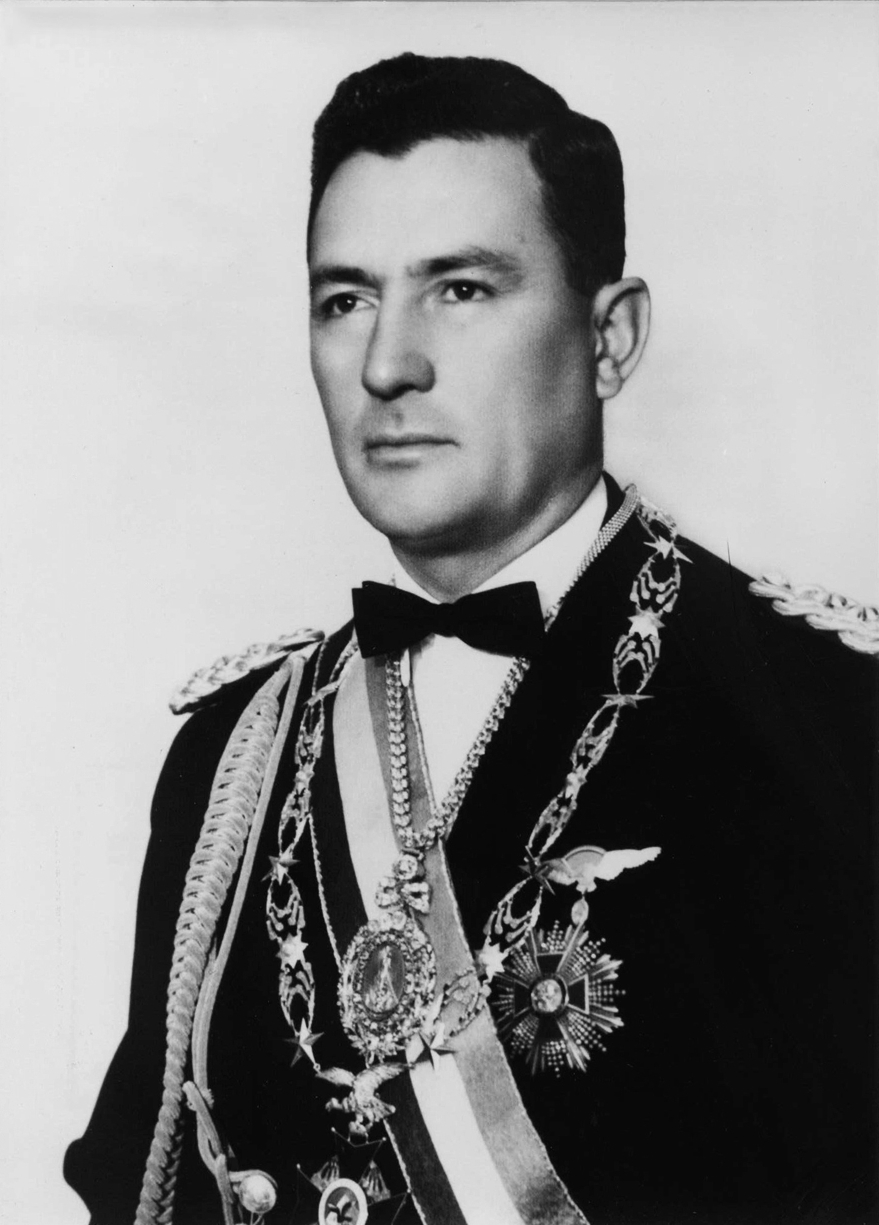
René Barrientos

În următoarele șase luni, tulburările interne au crescut în mod constant, iar minerii au intrat în grevă și s-au revoltat. Diverși politicieni, inclusiv Lechin, i-au cerut lui Barrientos să intervină. La sfârșitul lunii octombrie, Paz Estenssoro a cerut armatei să înăbușe o revoltă a minerilor de lângă Oruro. După ciocnirile dintre armată și mineri din 28 octombrie, Barrientos și Ovando au decis să lanseze lovitura de stat în 3 noiembrie.

## Lovitura de stat
Lovitura de stat a început devreme, pe 3 noiembrie, când trupele regimentului Ingavi s-au răsculat în La Paz. Până seara, toate marile unități militare au susținut lovitura de stat, iar în după-amiaza zilei de 4 noiembrie Paz Estenssoro și familia sa au fost exilați la Lima, în timp ce Barrientos și Ovando își instaurau junta. Au fost semnalate unele ciocniri sporadice între miliția muncitorească și armată, dar acestea s-au domolit în scurt timp. Ovando a fost cel care a anunțat public formarea juntei, dar în seara zilei de 4, vicepreședintele Barrientos, mai popular și mai acceptabil din punct de vedere constituțional, a devenit liderul acesteia.

## După lovitura de stat
Pe măsură ce Paz Estenssoro, cu politicile sale economice susținute de SUA, i-a îndepărtat pe minerii radicali și, odată cu cel de-al treilea mandat al său, alți politicieni MNR, foștii lideri ai MNR Lechin și Guevara au susținut lovitura de stat, Guevara devenind ministru de externe în 1967.
La o săptămână după lovitura de stat, Barrientos a cerut ca milițiile de mineri și muncitori să predea armele pe care le aveau de la Revoluția din 9 aprilie 1952. Au urmat conflicte prelungite cu minerii. Pentru a reduce pierderile minelor deținute de stat, salariile minerilor au fost reduse cu 50%. César Lora, liderul minerilor de la mina Siglo XX, a fost ucis la 29 iulie 1965. Până la sfârșitul anului 1965, a fost format un Consiliu Democrat al Poporului, o opoziție de stânga unită.
Datele publicate oficial arată că cheltuielile secrete ale SUA în Bolivia între anul fiscal 1963 și anul fiscal 1965 au fost după cum urmează: anul fiscal 1963 — 337.063 dolari; anul fiscal 1964—545.342 dolari; și anul fiscal 1965—287.978 dolari. Cea mai mare parte a fost destinată sprijinirii aripilor de centru și dreapta ale partidului de guvernământ MNR.
După lovitură de stat, CIA ar fi contribuit cu 600.000 de dolari la campania electorală din Barrientos din 1966, iar Gulf Oil Corp. a donat suplimentar 460.000 de dolari între 1966 și 1969.

### Copreședinția
Barrientos nu avea suficientă autoritate pentru a fi ales rapid președinte, așa că la 7 mai 1965 a anunțat amânarea pe termen nedeterminat a alegerilor din septembrie și s-a concentrat asupra eliminării adversarilor săi de stânga. A trimis trupe pentru a prelua minele deținute de stat ale COMIBOL și l-a deportat pe fostul său susținător Juan Lechin⁠(d). Confruntările armate cu minerii au creat o ruptură deschisă între Barrientos și Ovando, care și-a retras trupele din unele dintre minele ocupate. La 26 mai 1965, Ovando a fost instalat în funcția de copreședinte și comandant-șef al forțelor armate împreună cu Barrientos, într-un efort de a preveni scindarea juntei de guvernământ și a forțelor armate între elementele de stânga și cele de dreapta.
În 1966, Barrientos a primit ajutor financiar secret din partea SUA, care a fost cauzat de faptul că deținătorii de funcții publice trebuiau să demisioneze din funcție cu 180 de zile înainte de alegeri. Barrientos a respectat această regulă, ceea ce l-a lăsat fără mijloacele necesare pentru a continua o campanie electorală. În acest timp, Ovando era președintele Boliviei. Alegerile au avut loc în iulie 1966, iar Barrientos, în calitate de candidat la președinție al Frontului Revoluției Boliviene, a câștigat cu 67% din voturi și a fost învestit oficial la 6 august 1966.